# Амбелау (острів)
Амбелау, також Амбалау (індонез. Ambelau, Ambalau) — острів у Малайському архіпелазі, у групі Молуккських островів (індонез. Kepulauan Maluku), Індонезія. Площа — 306 км², максимальна висота над рівнем моря — 608 м. Населення (станом на 2009 рік) — близько 9600 осіб, більшість з яких становлять корінні жителі — амбелауанці.
Лежить приблизно за 20 км на південний схід від більшого острова Буру. Адміністративно належить до провінції Малуку (індонез. Provinsi Maluku), округ (кабупатену) Південний Буру (індонез. Kabupaten Buru Selatan). Територія острова виділена в окремий однойменний район (кечаматан). Адміністративний центр району — Ваілуа (індонез. Wailua), найбільший населений пункт острова.
Основний вид господарської діяльності острів'ян — землеробство: вирощують кукурудзу, овочі, прянощі. Деякого розвитку набуло рибальство.

## Варіативність написання назви
Фонетична особливість місцевих мов обумовлює редукцію і, відповідно, нечітке звучання голосної у другому складі назви острова (а також у назвах однойменної народності, що проживає на острові та її мови). В українській і західній картографії прийняте її написання через букву «е» — «Амбелау», тоді як у сучасних індонезійських джерелах поступово утверджується написання через «а» — «Амбалау». Саме цей варіант вживається, зокрема, в службових документах і на офіційному сайті округів Буру і Південний Буру.

## Фізико-географічна характеристика

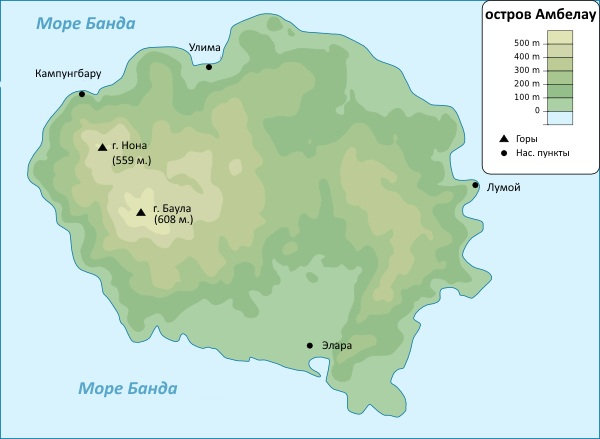
Фізична карта острова Амбелау

### Географічне положення
Острів належить до групи Молуккських островів. Розташований у морі Банда біля південного входу в протоку Маніпа на відстані близько 20 км на південний схід від більшого острова Буру. Площа — 306 км².
Має близьку до овальної форму (діаметр — близько 10 км), з невеликим виступом у південно-східній частині. Берегова лінія порізана не дуже значно, є близько десяти невеликих заток.

### Природні умови
Острів має вулканічне походження. У його геологічній структурі переважають кайнозойські осадові породи. Рельєф переважно пагорбистий, рівнинними є лише піщані ділянки узбережжя на півночі, півдні і південному сході острова. Найзначніші височини, пагорби Баула (індонез. Gunung Baula, 608 м над рівнем моря — найвища точка Амбелау) і Нона (індонез. unung Nona — 559 м) розташовані в західній частині.
Значна частина території, особливо в гірських районах, покрита вологими тропічними лісами. Флора і фауна острова й акваторії, що його оточує, вирізняються різноманіттям видів. Біля узбережжя наявні коралові рифи.
Перебуває в сейсмічно активній зоні. Періодично бувають землетруси — останній раз у серпні 2006 року.

## Історія
Відомо, що в доколоніальний період острів був досить щільно заселений представниками австронезійської народності — амбелауанцями, які станом на початок XXI століття становлять більшість тутешніх мешканців. У XVI—XVII століттях про свою владу над цією частиною Молукки заявляли правителі султанату Тернате, проте мова, очевидно, йшла лише про символічний васалітет. Португальські колонізатори, які дістались до цього району архіпелагу наприкінці XVI століття уклали договір з Тернате про його спільне освоєння, однак і їх влада над місцевим населенням була номінальною.
Потрапляння Амбелау в зону впливу Голландської Ост-Індійської компанія (ГОІК) відбулося до середини XVII століття. Відомо, що в 1660-тих роках на острів здійснювали набіги папуаські пірати, які захоплювали місцевих жителів для продажу в рабство. Саме їх систематичні напади на Амбелау спонукали ГОІК направити проти папуасів кілька каральних експедицій.
Основний інтерес для колонізаторів становили прянощі, які зростали тут. Однак вони визнали активну господарську експлуатацію маленького важкодоступного острова нерентабельною: керівництво ГОІК вирішило локалізувати виробництво прянощів на мінімальній, добре освоєній і захищеній території декількох більших островів Молуккського архіпелагу. В результаті ще до кінця XVII століття голландці вивезли значну частину місцевих жителів на сусідній острів Буру, де експлуатували на плантаціях гвоздики. Адміністративно Амбелау увійшов до складу амбонського губернаторства, керівник якого був на острові Амбон і підпорядковувався безпосередньо генерал-губернатору Нідерландської Ост-Індії.
Суттєвого господарського значення острів не набув і на пізнішому етапі голландської колонізації, після того, як наприкінці XVIII століття влада над сучасною територією Індонезії перейшла від збанкрутілої ГОІК безпосередньо до уряду Нідерландів. Після захоплення Нідерландської Ост-Індії Японією під час Другої світової війни в 1942 році Амбелау, разом з рештою Молукк, був віднесений до зони окупації 2-го флоту Імперії. Окупація формально завершилася в серпні 1945 року практично одночасно з проголошенням незалежності Республіки Індонезії. Однак уряд Республіки був не в змозі встановити свою владу в настільки віддаленому регіоні, і на початку 1946 року Нідерланди без опору відновили свій контроль над островом. Через кілька місяців територія Амбелау разом з усіма Молукками, Сулавесі і Малими Зондськими островами увійшла до складу квазі-незалежної держави Східна Індонезія, створеної за ініціативи Нідерландів, що розраховували перетворити свої колишні колоніальні володіння в Ост-Індії в залежне федеративне утворення.
У грудні 1949 року Східна Індонезія увійшла до складу Сполучених Штатів Індонезії (СШІ), заснованих за рішенням індонезійсько-нідерландської Гаазької конференції круглого столу. У квітні 1950 року, напередодні входження більшої частини Східної Індонезії до складу Республіки Індонезії та припинення існування СШІ, місцева влада південної частини Молукк проголосила створення незалежної від Індонезії Республіки Південно-Молуккських островів (РПМО), що включила територію Амбелау. Після невдалих спроб домогтися приєднання РПМО шляхом переговорів Республіка Індонезія розгорнула в липні 1950 проти неї військові дії. До кінця року всю територію цієї невизнаної держави, включаючи Амбелау, повністю взяли під свій контроль збройні сили Індонезії і проголосили частиною Республіки Індонезії.

## Населення

### Чисельність, розселення
Населення Амбалау становить близько 9600 осіб (на 2009 рік), при цьому більша його частина проживає в прибережних рівнинних районах. Розподіл населення за адміністративно-територіальним одиницям такий:
- Кампунгбару — 1442 особи
- Лумой — 950 осіб (приблизна оцінка)
- Масавой — 838 осіб
- Селасі — 1174 особи
- Сівар — 1172 особи
- Уліма — 1407 осіб
- Елара — 2610 осіб.

### Національний склад, мови
Основну частину населення становлять корінні жителі — амбелауанці. Крім того, на острові проживають вихідці з інших Молуккських островів, острова Сулавесі (переважно — Буги), а також яванці (останні переселялися на острів здебільшого в рамках масштабних трансміграційних програм, що здійснювалися як голландської колоніальної адміністрацією в 1900-х роках, так і владою незалежної Індонезії в 1950 — 90-х). Засобом міжнаціонального спілкування слугує державна мова країни — індонезійська, нею на розмовному рівні володіє значна частина дорослого населення острова, при тому, що в побуті в широкому вжитку місцеві мови і діалекти, насамперед — мова амбелау.

### Релігійний склад
Переважна частина населення — мусульмани — суніти, є деяка кількість християн. Частина остров'ян зберігає пережитки традиційних місцевих вірувань.

## Адміністративний устрій
Територія острова належить до індонезійської провінції Малуку. До 1999 року вона входила до складу округу (кабупатену) Центральний Малуку (індонез. Kabupaten Maluku Tengah), потім — до складу округу Буру (індонез. Kabupaten Buru), в рамках якого була виділена в окремий однойменний район (кечаматан). 2008 року, після поділу Буру на округи Буру і Південний Буру, увійшла до складу останнього, зберігши статус району.
Ділиться на сім адміністративно-територіальних одиниць нижчої ланки, що мають назву село (деса) або поселення (келурахан): Кампунгбару (індонез. Kampung Baru), Лумой (індонез. Lumoy), Масавой (індонез. Masawoy), Селасіє (індонез. Selasi), Сівар (індонез. Siwar), Уліма (індонез. Ulima) і Елара (індонез. Elara). Їхніми адміністративними центрами є однойменні населені пункти.

## Економіка

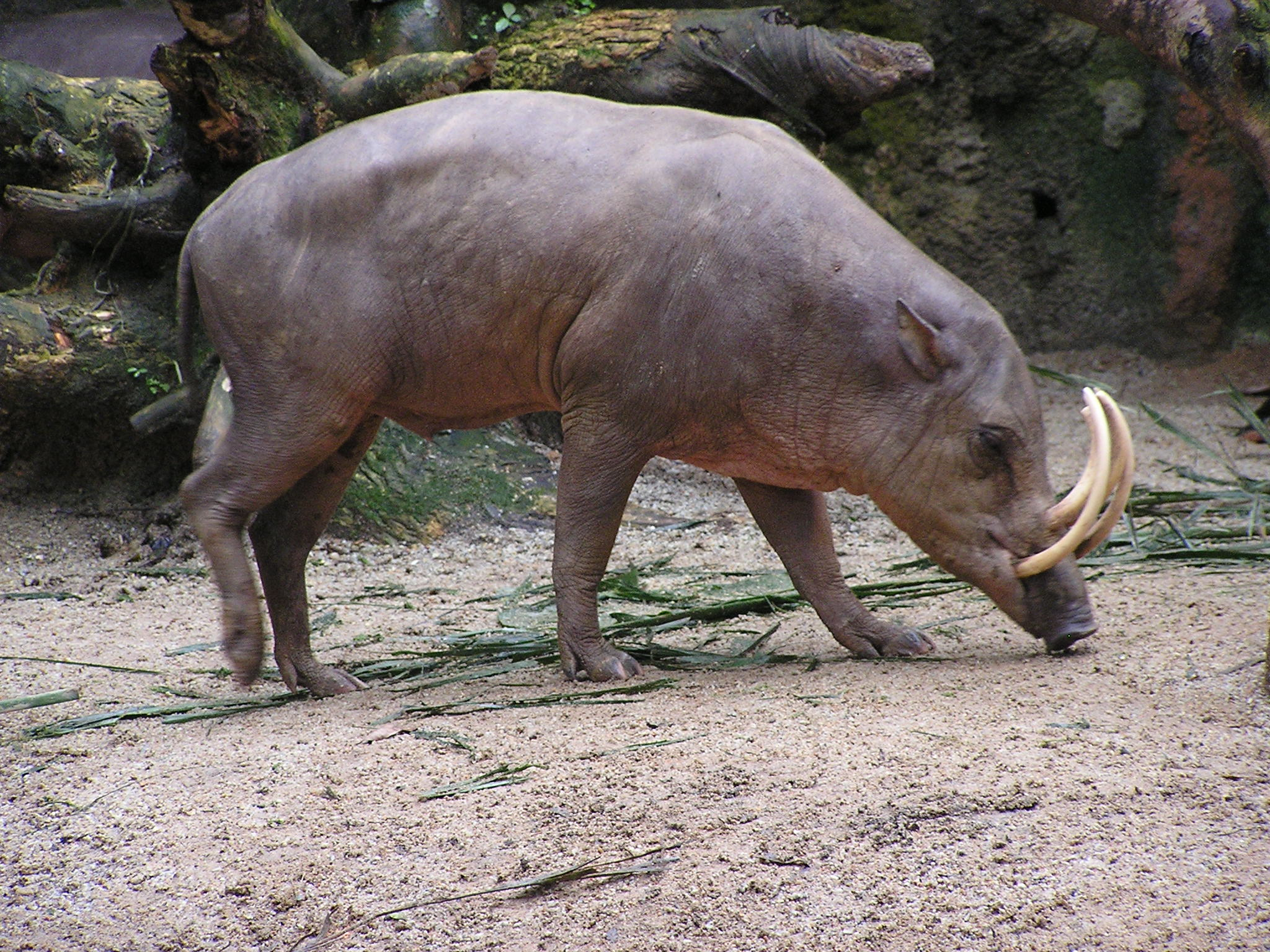
Бабірусса — головний шкідник сільського господарства Амбелау

Основою місцевої економіки є сільське господарство, при тому, що в більшості районів розвиток землеробства — зокрема, традиційне для сусідніх островів рисівництво — істотно ускладнений через гористий рельєф і кам'янисті ґрунти. Значущим несприятливим фактором є і достаток диких свиней — бабірусс, які розоряють посіви.
На порівняно невеликих ділянках родючого ґрунту — переважно на узбережжі — вирощують кукурудзу, саго, батат, какао, кокосові пальми, а також прянощі — гвоздику і мускатний горіх.
Рибальство розвинене переважно в селах Масавой і Уліма, основний промисловий вид — тунець.
Частину сільськогосподарської і продукції та риби поставляють на сусідній Буру, головним чином на ринки міста Намлеа.